# Gymnostoma nodiflorum
Gymnostoma nodiflorum là một loài thực vật có hoa trong họ Casuarinaceae. Loài này được (Thunb.) L.A.S.Johnson mô tả khoa học đầu tiên năm 1980.